# Holstenius (släkt)
Holstenius är en svensk släkt som härstammar från bergsmannen Holsten Andersson i Kallmora.
Bland släktmedlemmar kan nämnas Gabriel Holstenius (1598–1649), son till Holsten Andersson, som efter studier vid tyska universitet blev lektor i grekiska i Västerås 1625. Han var även en av biskop Johannes Rudbeckius följeslagare vid dennes kyrkovisitation i Balticum 1627. År 1630 gifte sig Gabriel Holstenius med en av biskopens brorsdöttrar, Margareta Rudbeckia. 1637 blev han domprost i Västerås.
Gabriel Holstenius äldre bror, Erik Holstenius (1588–1640), blev 1623 den förste rektorn för det nygrundade Rudbeckianska gymnasiet i Västerås. Erik Holstenius blev därmed den förste gymnasierektorn i Sverige.